# Lotus 1-2-3
Lotus 1-2-3 was een spreadsheet-programma (digitaal rekenbladprogramma) van Lotus Software (nu onderdeel van IBM). 
1-2-3 werd uitgebracht op 26 januari 1983, en het overtrof onmiddellijk VisiCalc in verkoopaantallen.
Het was de eerste killerapplicatie voor de IBM PC. De grote populariteit in het midden van de jaren 80 heeft stevig bijgedragen aan het succes van de IBM PC in het bedrijfsleven.
In juni 2013 besloot IBM het programma niet meer te verkopen.